# Thrymoserica
Thrymoserica är ett släkte av skalbaggar. Thrymoserica ingår i familjen Melolonthidae.
Kladogram enligt Catalogue of Life:
| Thrymoserica | \| \| Thrymoserica fabulosa \| \| \| \| \| \| Thrymoserica tetraphylla \| \| \| \| |
|              | \| \| Thrymoserica fabulosa \| \| \| \| \| \| Thrymoserica tetraphylla \| \| \| \| |
|              | Thrymoserica fabulosa                                                              |
|              |                                                                                    |
|              | Thrymoserica tetraphylla                                                           |
|              |                                                                                    |